# Amyl and the Sniffers
Amyl and the Sniffers is een Australische punkband afkomstig uit Melbourne. De band bestaat uit zangeres Amy Taylor, drummer Bryce Wilson, gitarist Dec Martens en bassist Fergus Romer. Het debuutalbum van de band, getiteld Amyl and the Sniffers, won in de categorie Beste rockalbum van de ARIA Awards van 2019.

## Geschiedenis
De band werd opgericht door Taylor, Wilson en Martens, die huisgenoten van elkaar waren, en Calum Newton, die voorheen al met de drie had gespeeld. Het viertal schreef en produceerde vervolgens het debuut-ep Giddy Up, dat in februari 2016 onder eigen beheer werd uitgegeven. Dit werd in februari 2017 gevolgd door de ep Big Attraction, dat ook onder eigen beheer werd uitgegeven. Hierop verliet Calum de band op eigen initiatief en werd hij vervangen door Romer.
De band tekende in juli 2017 bij het platenlabel Homeless Records. Het verzamelalbum Big Attraction & Giddy Up werd bij dit label op 12 januari 2018 uitgegeven. De band tekende later dat jaar bij het platenlabel Rough Trade Records en ging vervolgens de studio in om het debuutalbum op te nemen, samen met muziekproducent Ross Orton. Het resultaat was Amyl and the Sniffers, dat op 24 mei 2019 werd uitgegeven, en over het algemeen goed werd ontvangen door recensenten. Het album won in de categorie Beste rockalbum van de ARIA Awards in 2019 en werd in 2020 genomineerd voor de Australian Music Prize.
Op 7 juli 2021 werd de uitgave van het tweede studioalbum van de band, Comfort to Me, aangekondigd. Gelijk met dit bericht werd de eerste single van het album uitgegeven, getiteld "Guided by Angels". Hierna volgden de tweede single, "Security", en de derde single "Hertz", waar bij de laatstgenoemde ook een videoclip voor was gemaakt. Het album zou aanvankelijk worden uitgegeven in oktober 2021, maar werd uiteindelijk al uitgegeven op 10 september.

## Leden
- Amy Taylor - zang (2016-heden)
- Bryce Wilson - drums (2016-heden)
- Dec Martens - gitaar (2016-heden)
- Gus Romer - basgitaar (2017-heden)

Voormalige leden
- Calum Newton - basgitaar (2016-2017)

## Discografie
Studioalbums
- Amyl and the Sniffers (Flightless Records, 2019)
- Comfort to Me (B2B Records, 2021)

Ep's
- Giddy Up (2016)
- Big Attraction (2017)

Singles
| Jaar | Titel                           | Album                 | Label                |
| ---- | ------------------------------- | --------------------- | -------------------- |
| 2018 | "Balaclava Lover Boogie"        | Big Attractions       | Thee Flexi Shit Ltd. |
| 2018 | "Some Mutts (Can't Be Muzzled)" | Amyl and the Sniffers | Flightless Records   |
| 2018 | "Cup of Destiny"                | Amyl and the Sniffers | Flightless Records   |
| 2019 | "Monsoon Rock"                  | Amyl and the Sniffers | Flightless Records   |